# Jezioro Stoborowe
Jezioro Stoborowe (Stobar, Stobór, Sztobas) – jezioro śródleśne położone na obszarze Pobrzeża Kaszubskiego, w otulinie Puszczy Darżlubskiej, w gminie Wejherowo powiatu wejherowskiego (województwo pomorskie).

## Charakterystyka
Akwen położony jest na północ od Wejherowa, przy drodze wojewódzkiej nr 218. Z jeziora wypływa ciek łączący się z innymi ciekami Puszczy Darżlubskiej w rzekę Piaśnicę.

## Dane morfometryczne
- Powierzchnia: 3,5 ha
- Wymiary: długość 260 metrów, szerokość 120 metrów
- Położenie tafli jeziora: 51 metrów n.p.m.